# From Chaos to Eternity
From Chaos to Eternity es el noveno álbum de estudio de la banda italiana Rhapsody of Fire, fue publicado el 17 de junio de 2011 y es el último capítulo de The Dark Secret Saga.
Es el último álbum de estudio de la banda con el guitarrista y miembro fundador Luca Turilli.

## Lista de canciones
| N.º | Título | Duración                                 |  |
| 1.  | «Ad Infinitum» (Hacia la Infinidad) | 1:30                                     |  |
| 2.  | «From Chaos to Eternity» (Del Caos a la Eternidad) | 5:45                                     |  |
| 3.  | «Tempesta Di Fuoco» (Tormenta De Fuego) | 4:48                                     |  |
| 4.  | «Ghosts of Forgotten Worlds» (Fantasmas de Mundos Olvidados) | 5:35                                     |  |
| 5.  | «Anima Perduta» (Alma Perdida) | 4:46                                     |  |
| 6.  | «Aeons of Raging Darkness» (Eones de Furiosa Oscuridad) | 5:46                                     |  |
| 7.  | «I Belong to The Stars» (Yo Pertenezco a las Estrellas) | 4:55                                     |  |
| 8.  | «Tornado» | 4:57                                     |  |
| 9.  | «Heroes of the Waterfalls' Kingdom (Héroes del Reino de las Cascadas) - I. Lo Spirito della Foresta (El Espíritu del Bosque) - II. Realm of Sacred Waterfalls (Reino de las Cascadas Sagradas) - III. Thanor's Awakening (El Despertar de Thanor) - IV. Northern Skies Enflamed (Cielos del Norte en Llamas) - V. The Splendour of Angels' Glory (A Final Revelation) (El Esplendor de la Gloria de los Ángeles (Una Revelación Final))» | 19:39 - 3:15 - 4:41 - 3:21 - 4:12 - 4:09 |  |

## Bonus Track del Digipack
| N.º | Título                                                              | Duración |  |
| 10. | «Flash of the Blade (Cover de Iron Maiden)» (Destello de la Espada) | 3:59     |  |

## Créditos
- Fabio Lione - Cantante
- Luca Turilli - Guitarra líder
- Tom Hess - Guitarra rítmica
- Alex Staropoli Teclado electrónico
- Patrice Guers - Bajo
- Alex Holzwarth - Batería
- Christopher Lee - Narrador

## Curiosidades
- Es el último álbum de las Crónicas de Algalord.

- Es el único álbum en el que tiene participación un amigo de Luca, el estadounidense Tom Hess

- Es la última vez que Christopher Lee participa junto a la banda.

- Ahora todos los miembros han colaborado con al menos un cover, siendo Fabio y Luca quienes llevan más hasta ahora. Luca incluye I'm Alive, Guardians (ambas de Helloween) y Flash on the Blade, de Iron Maiden. Fabio, por su parte, tiene Eagle Fly Free junto a Vision Divine (Helloween) y las antes mencionadas, con excepción de I'm Alive.

- La canción Heroes of the Waterfall's Kingdom es, por 30 segundos, la más larga de la banda, superando Gargoyles, Angels of Darkness, de Power of the Dragonflame